# 12553 Aaronritter
12553 Aaronritter (1998 QZ46) là một tiểu hành tinh vành đai chính được phát hiện ngày 17 tháng 8 năm 1998 bởi Nhóm nghiên cứu tiểu hành tinh gần Trái Đất phòng thí nghiệm Lincoln Team ở Socorro, New Mexico.